# Szamseddin Sejjed Abbasi
Szamseddin Sejjed Abbasi (pers. شمس الدین سیدعباسی; ur. 5 lutego 1943 w Szemszaku, zm. 16 marca 2004 w Szemiranie) – irański zapaśnik walczący w stylu wolnym. Dwukrotny olimpijczyk. Brązowy medalista z Meksyku 1968; piąty w Monachium 1972. Walczył w kategorii 63 kg.
Trzykrotny medalista mistrzostw świata w latach 1969 – 1971. Triumfator igrzysk azjatyckich w 1970 roku.